# William Henry Jackson
Pour les articles homonymes, voir William Jackson et Jackson.
William Henry Jackson (4 avril 1843 - 30 juin 1942) était un peintre, photographe et explorateur américain, célèbre pour ses documents sur l'Ouest américain.

## Biographie
Né à Keeseville (New York) le 4 avril 1843, il est le premier des sept enfants de George Hallock Jackson et Harriet Maria Allen. Sa mère Harriet, une aquarelliste réputée, fit ses études à la Troy Female Academy, puis à l'école Emma Willard. Elle transmit sans doute à son fils la passion de la peinture, qu'il pratiquait depuis son plus jeune âge. Jackson passa son enfance à Troy (New York) et à Rutland. Il participa à la guerre de Sécession dans la Company K du 12e régiment d'infanterie du Vermont. Il prit part à la bataille de Gettysburg. Après la guerre, il partit pour le Far West en utilisant le train de l'Union Pacific. En 1866, il rejoignit le Grand Lac Salé par la piste de l'Oregon. L'année suivante, il s'installa à Omaha et commença une carrière de photographe avec son frère Ed. Il photographia les tribus amérindiennes de la région (Osages, Otos, Pawnees, Winnebagos et Omahas.
En 1869, Jackson fut engagé par l'Union Pacific Railroad pour prendre des clichés des régions bordant la voie ferrée, à des fins publicitaires. En 1871, il participa à l'expédition de l'U.S. government survey (ancêtre de l'actuelle USGS) dans la région de la Yellowstone et des montagnes Rocheuses, expédition dirigée par le géologue Ferdinand Hayden. Le peintre Thomas Moran était également présent dans ce voyage, et les deux artistes travaillèrent de concert pour rapporter de nombreuses photographies de l'Ouest sauvage.

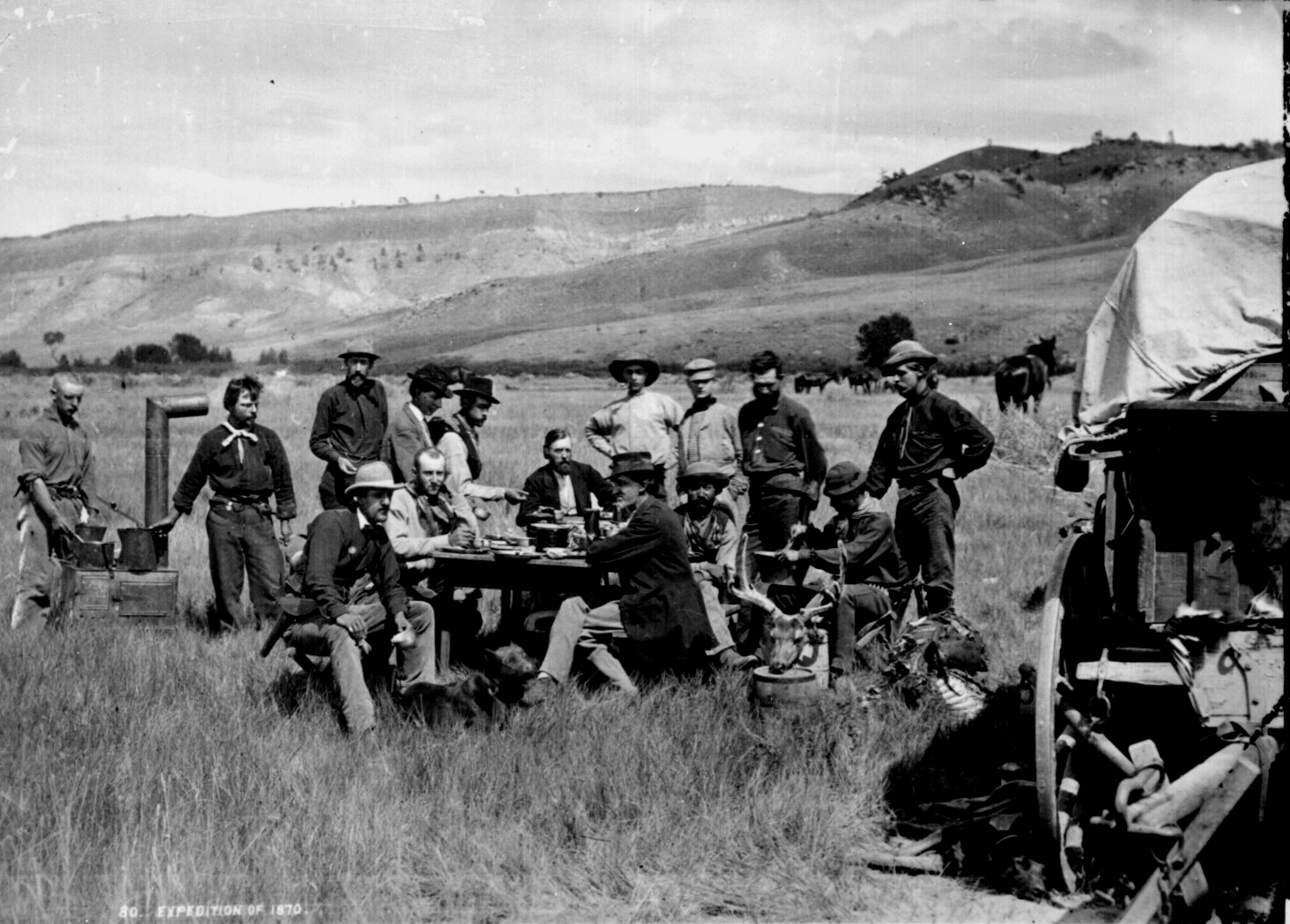
L'expédition de Ferdinand Hayden.

Les photographies de Jackson firent connaître les paysages des Rocheuses aux Américains, notamment la chaîne des Grand Teton, le geyser Old Faithful et le Yellowstone, mais aussi les tribus de ces contrées comme les Utes. Son travail fut déterminant dans la décision de créer le premier parc national américain au Yellowstone en mars 1872.

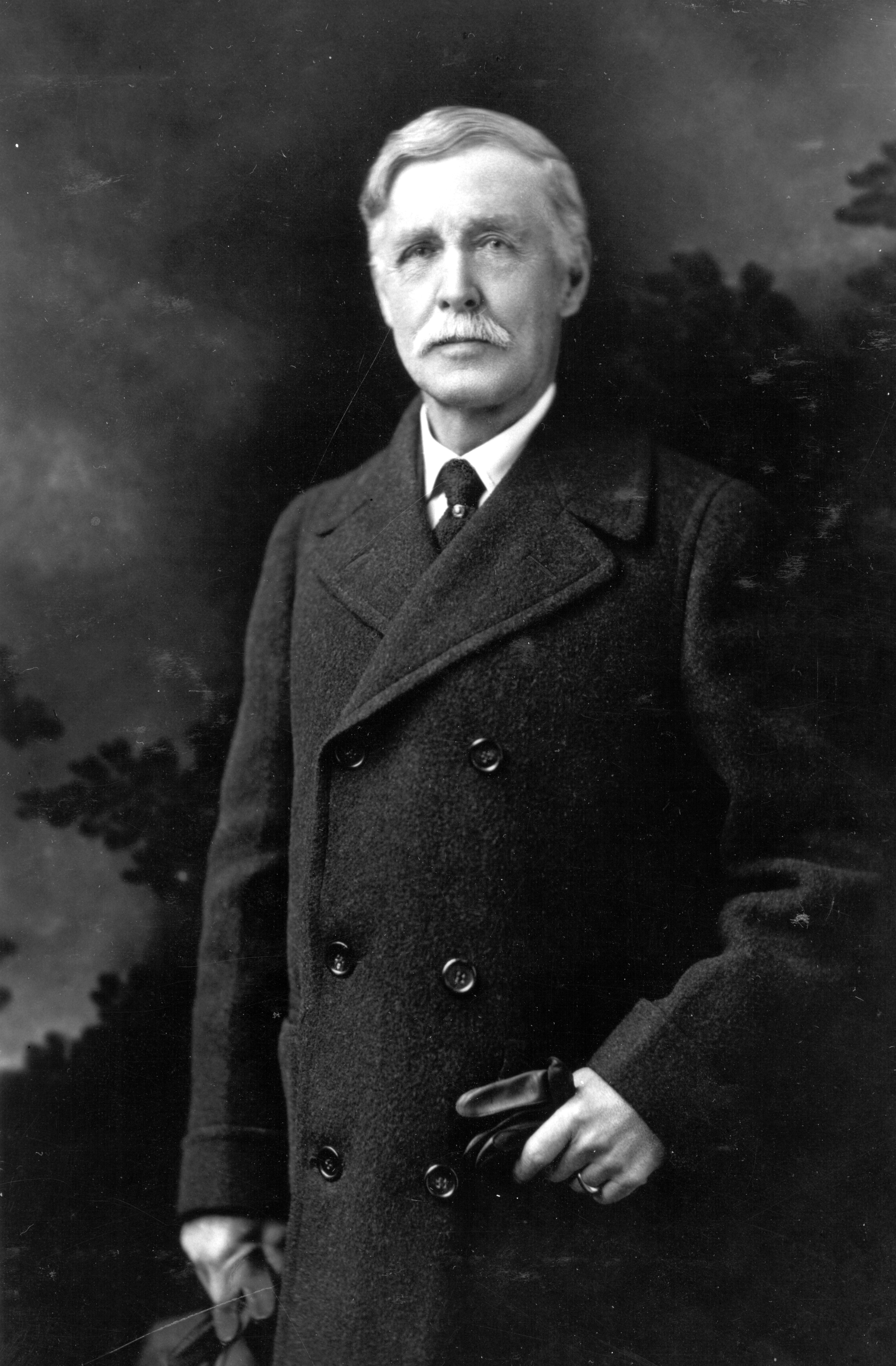
Jackson en 1939

Jackson exposa ses photographies et ses maquettes des constructions anasazies observées à Mesa Verde lors de l'Exposition universelle de Philadelphie, en 1876. Il ouvrit un studio à Denver dans le Colorado. Dans les années 1890, il fut envoyé par Marshall Field afin de collecter des photographies et des spécimens qui devaient être exposés dans le nouveau musée de la ville de  Chicago. Ses documents furent publiés par le magazine Harper's Weekly. Il retourna à Denver et commença une carrière d'éditeur.
Jackson s'installa à Washington D.C. en 1924 et peignit les fresques murales représentant l'Ouest américain pour le nouveau bâtiment du département de l'Intérieur. Il fut également conseiller technique pour le film Autant en emporte le vent. 
Il mourut à l'âge de 99 ans et fut enterré au cimetière national d'Arlington.

## Galerie

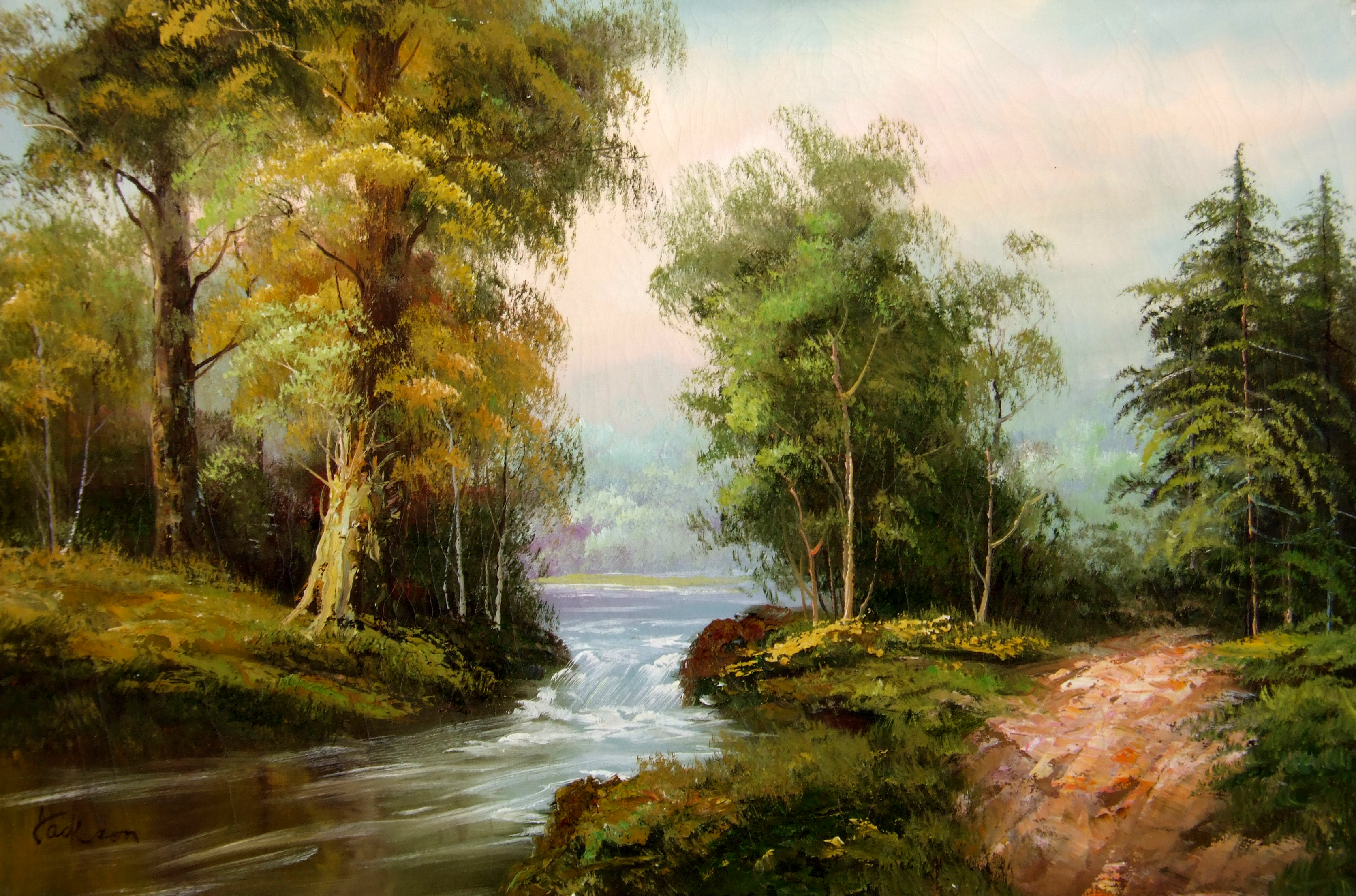
Muddy Pond (étang boueux), peinture à l'huile, Rutland, Vermont, 1861.
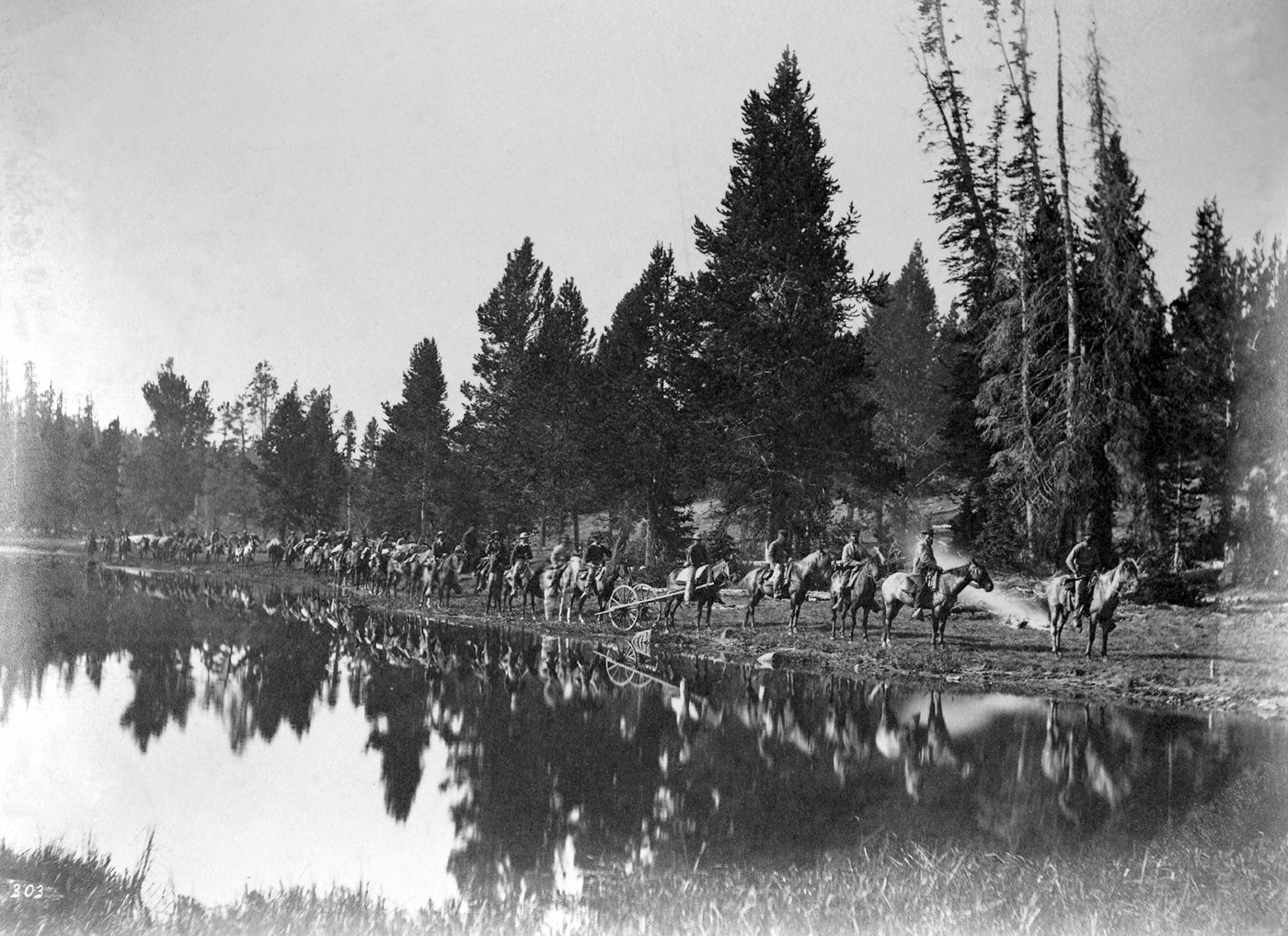
Expédition F.V. Hayden, Wyoming.
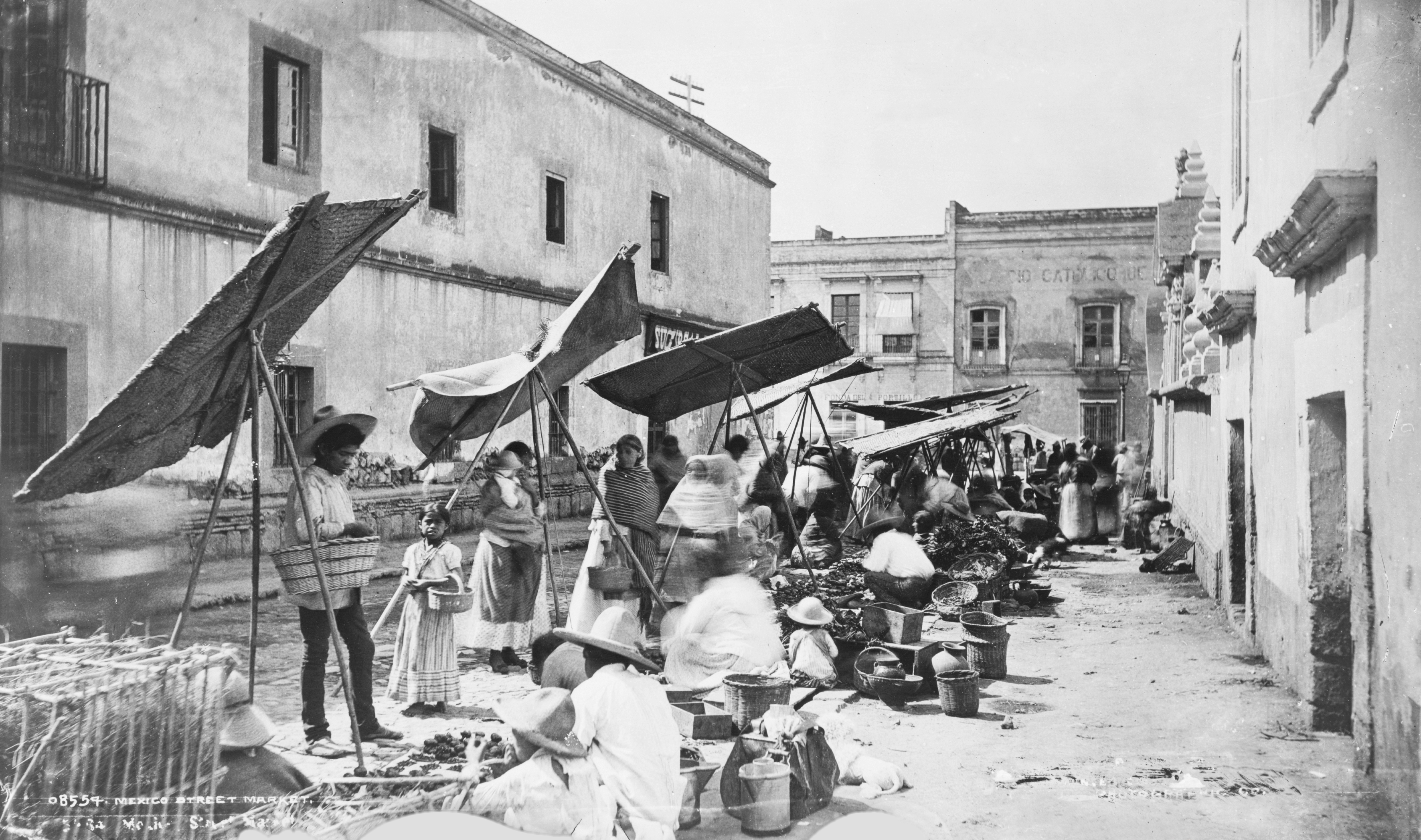
Un marché de rue à Mexico, 1884-1885.
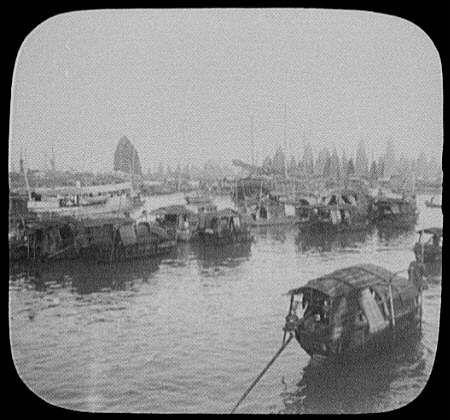
Canton, le port encombré de sampans.
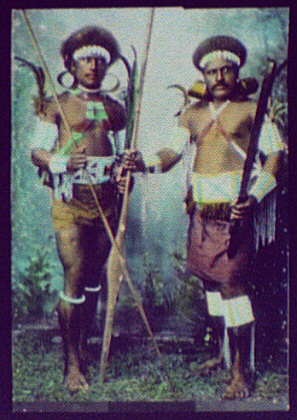
Guerriers des îles Salomon, 1895.
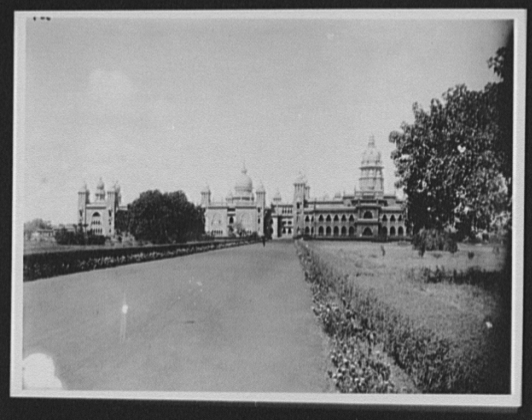
Madras, Inde, 1895.
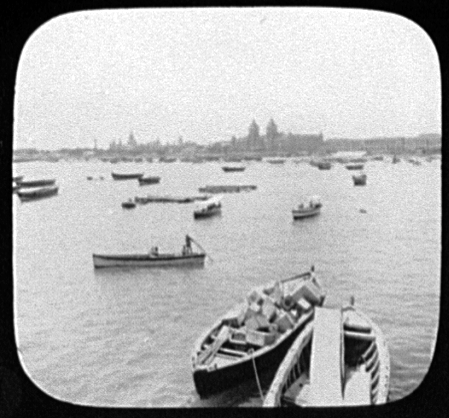
Port de Madras, Inde, 1895.
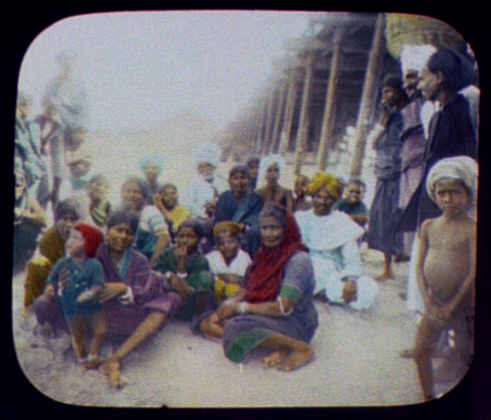
Groupe de Tamouls sur le quai, Madras, 1895.
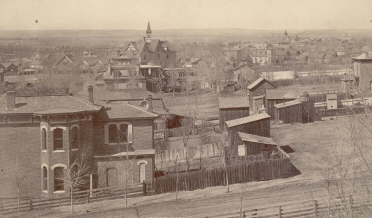
Denver, Colorado, 1885.
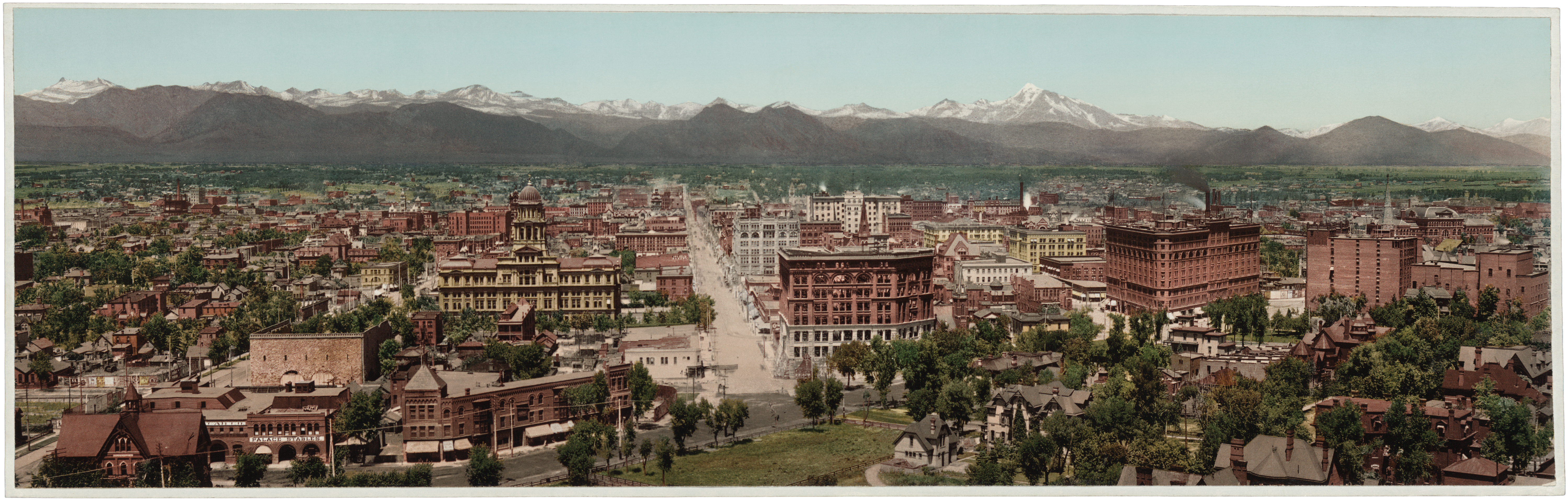
Denver, Colorado, 1898.
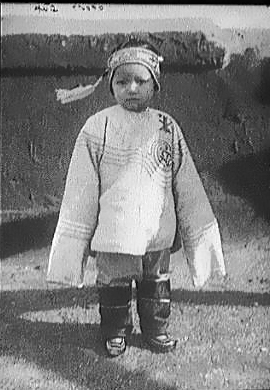
Enfant chinois américain en vêtements brodés, 1900.
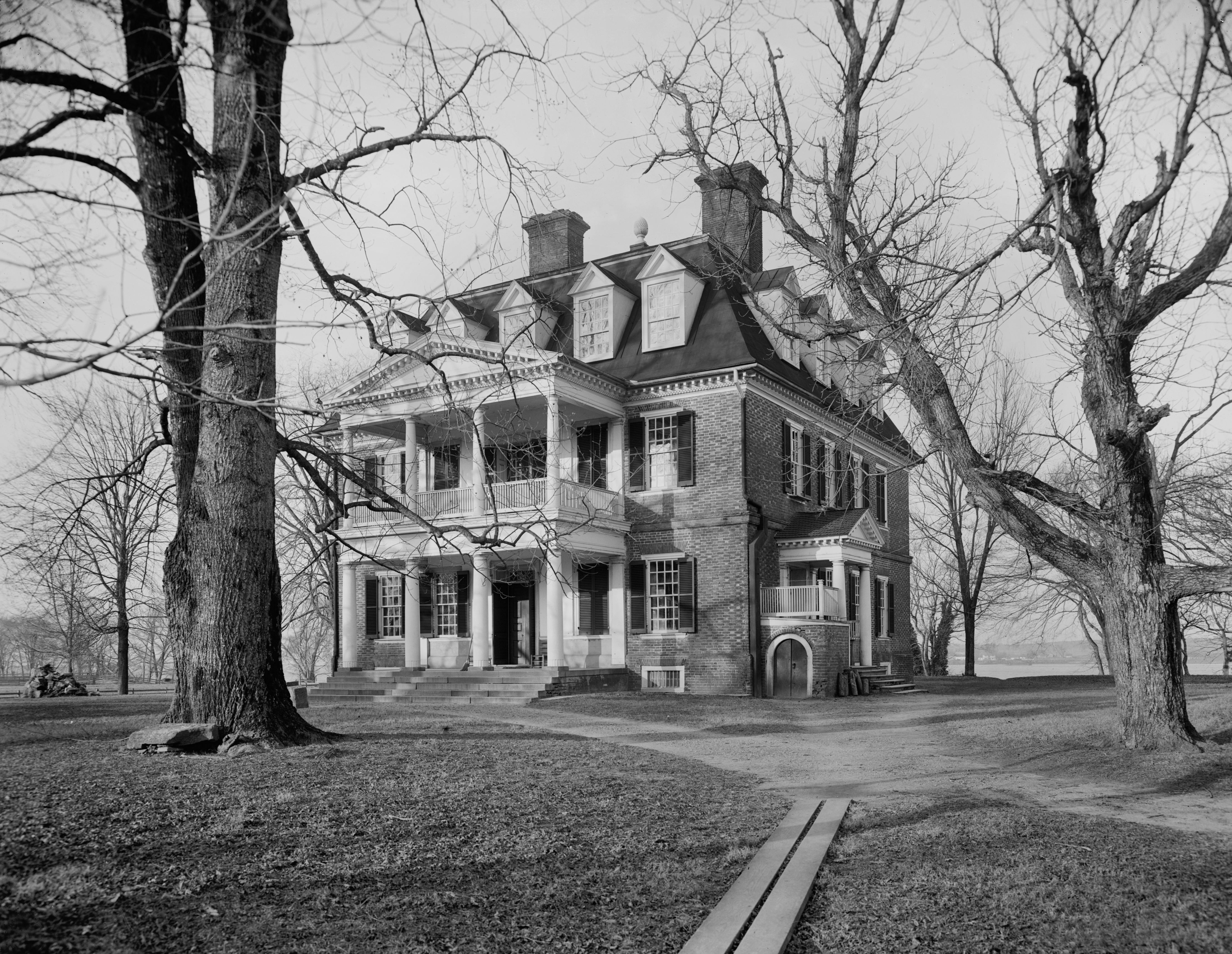
Plantation Shirley, James River, Virginie, 1900-1906.
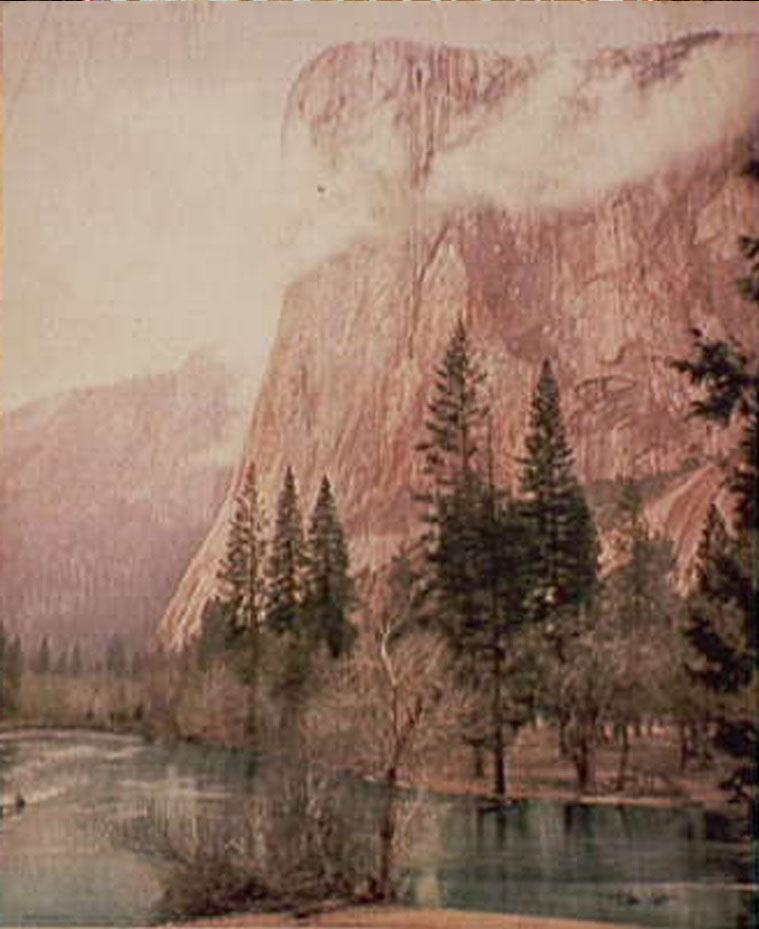
Photographie d'El Capitan, 1899.
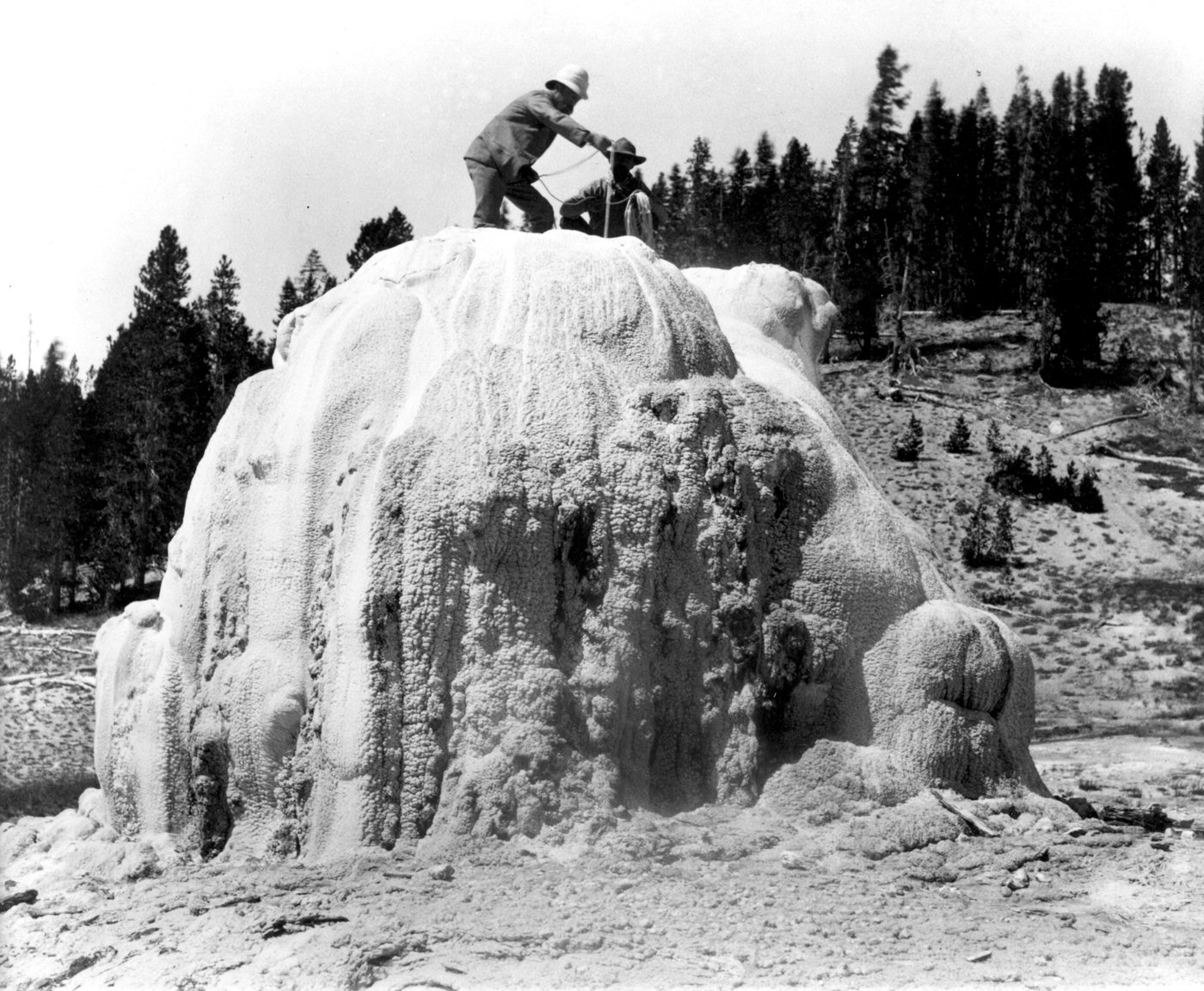
Lone Star Geyser, Yellowstone, 1878.